# Het Parket
Het Parket is de naam van een televisiereeks die het werk van het parket van de procureur des Konings in beeld brengt. De reeks wordt geproduceerd door Bargoens, het productiebedrijf van Eric Goens, en is te zien op de Vlaamse televisiezender Play4.
Het eerste seizoen, dat in het voorjaar van 2020 uitgezonden werd, bestond uit negen afleveringen en volgde het werk van de magistraten van de drie afdelingen van het arrondissement Oost-Vlaanderen: Dendermonde, Gent en Oudenaarde. Verschillende taken van de parketmagistraten kwamen aan bod: onderzoeken voeren, afstappingen op een plaats delict, minnelijke schikkingen sluiten, jeugdzaken afhandelen tot het optreden als aanklager op een assisenproces.
Het tweede seizoen, dat van start ging op 8 september 2022, volgt de werkzaamheden van het Openbaar Ministerie in de vier afdelingen van het arrondissement West-Vlaanderen: Brugge, Ieper, Kortrijk en Veurne.

## Afleveringen

### Seizoen 1
| Afl. | Uitzenddatum  | Gem. aantal kijkers |
| ---- | ------------- | ------------------- |
| 1    | 24 maart 2020 | 410.297             |
| 2    | 31 maart 2020 | 358.594             |
| 3    | 7 april 2020  | 340.654             |
| 4    | 14 april 2020 | 330.226             |
| 5    | 21 april 2020 | 298.444             |
| 6    | 28 april 2020 | 355.255             |
| 7    | 5 mei 2020    | 361.230             |
| 8    | 12 mei 2020   | 409.654             |
| 9    | 19 mei 2020   | 373.640             |

### Seizoen 2
| Afl. | Uitzenddatum      | Gem. aantal kijkers |
| ---- | ----------------- | ------------------- |
| 1    | 8 september 2022  | Onbekend            |
| 2    | 15 september 2022 | 199.766             |
| 3    | 22 september 2022 | 212.627             |
| 4    | 29 september 2022 | 196.011             |
| 5    | 6 oktober 2022    |                     |
| 6    | 13 oktober 2022   |                     |
| 7    | 20 oktober 2022   |                     |
| 8    | 27 oktober 2022   |                     |

### Seizoen 3
| Afl. | Uitzenddatum      | Gem. aantal kijkers |
| ---- | ----------------- | ------------------- |
| 1    | 5 september 2024  |                     |
| 2    | 12 september 2024 |                     |
| 3    | 19 september 2024 |                     |
| 4    | 26 september 2024 |                     |
| 5    | 3 oktober 2024    |                     |
| 6    | 10 oktober 2024   |                     |
| 7    | 17 oktober 2024   |                     |
| 8    | 24 oktober 2024   |                     |